# 三国志 (歴史書)
『三国志』（さんごくし）は、中国三国時代について書かれた歴史書。著者は陳寿。後漢の混乱期から西晋による中国統一までを扱う。二十四史の一つ。

## 成立過程・版本
成立時期は西晋による中国統一後の280年以降とされる。
現在通行している版本はおおむね4種ある。
- 百衲本（宋本） - 紹興年間（1131年-1162年）の刻本が現存する最古の刊本(版本)であるが、張元済が底本としたのは宮内庁書陵部(当時の帝室図書寮)蔵紹煕本(1190年-1194年)である。紹煕本は武帝紀などの三巻に欠落があるため、紹興年間の刻本で補い、張元済が民国25年（1936年）に編した。[2]
- 武英殿本（殿本） - 明代の北監本を底本に陳浩（中国語版）らが乾隆41年（1776年）に編した。清朝の政府部局である武英殿書局による欽定本。
- 金陵活字本（馮本） - 明代の南監馮夢禎（中国語版）本を底本に曽国藩が設立した金陵書局が同治9年（1870年）に編した。
- 江南書局本（毛本） - 毛氏汲古閣本を底本に曽国藩が設立した江南書局が光緒13年（1887年）に編した。

ただ、中国国内でも三国志の善本は少なく、張元済が調べたところでは流布本は著しく誤りが多かったり、魏志（魏書）だけで呉志（呉書）・蜀志（蜀書）を欠いているものが多かった。そもそも三国志の版本そのものが数が少なく、「三国志演義」の著者羅貫中や、三国時代の講談を語っていた講釈師たちも「資治通鑑」のダイジェスト版はよく見ているが、正史三国志六十五巻全てを揃えた版本はどこまで見ていたか疑わしいとされる。
また、20世紀に発見された写本としては以下のものがある。
- 虞翻陸績張温伝残巻 - 1920年代にトルファン市出土との伝。影印は早くから流通しており、中華書局版『三国志』（1959年）の巻頭にも書影があるが、原写本は所在不明[5]。
- 虞翻伝残巻 - 20世紀初に敦煌某寺で出土との伝。10行、100余字が残る。台東区立書道博物館所蔵。重要文化財。
- 歩騭伝残巻 - 20世紀初に莫高窟で発見された敦煌文献の一つ。25行、440余字が残る。
- 韋曜華覈伝残巻 - 1909年にトルファン市火焔山トユクの土中から出土。24行、590余字が残る。台東区立書道博物館所蔵。重要文化財。
- 呉主伝残巻 - 1965年にトルファン市の仏塔から発見された。40行、570字が残る[6]。
- 臧洪伝残巻 - 1965年にトルファン市の仏塔から発見された。21行、370余字が残る。

## 構成
紀伝体の歴史書であり、「魏志（魏書）」30巻（「本紀」4巻、「列伝」26巻）、「蜀志（蜀書）」15巻、「呉志（呉書）」20巻の計65巻から成る。この他、陳寿の自序（序文）が付されていたといわれるが、現存しない。また、表（年表）や志（天文・礼楽などの記録）は存在しない。
それぞれ『魏国志』『蜀国志』『呉国志』として、独立した書物としても扱われていたという。『魏国志』『蜀国志』『呉国志』の書かれた前後関係は不明である。三国の記述を独立させ、合わせて『三国志』としたところに本書の特徴がある。また、単に『国志』とも呼ばれていた。
魏のみに本紀が設けられているので、三国のうち魏を正統としているものと判断されている。他の魏を正統とした類書では、『魏書』など魏単独の表題とし、蜀（蜀漢）や呉は独立した扱いを受けていない。また、西晋・東晋十六国時代を扱った『晋書』でも、北の諸国家（十六国）はほとんど「載記」（地方の覇者の伝記）として扱われ、やはり独立した扱いを受けていない。南北朝時代の北魏を正統とした『魏書』（魏国志とは別）では、南朝宋などの皇帝の伝記が、やはり「島夷」として列伝に入れられ、独立した扱いを受けていない。こうしたことから、魏・蜀・呉をそれぞれ独立した扱いをしている本書は、魏を純粋な正統と意図した歴史書であるとは言い切れない。その一方で、漢の正統としての蜀にも大いに配慮をしていることは、多くの日本・中国の研究者が従来から指摘している。「蜀志」の末尾には本伝の補足として楊戯の『季漢輔臣賛』を全文収載している。これについて、銭大昕『三国志弁疑序』では「楊戯伝に『季漢輔臣賛』を載せて数百言も費やしたのは、魏・呉よりも蜀を尊んだものである。季漢（末っ子の漢）という言葉を残したのは、蜀が漢王朝を継承していることを明らかにしたものだ」として、蜀の遺臣である陳寿の故国顕彰の表れであるとしている。呉末期の記述については、旧呉関係者に取材したり、あるいは人物評で旧呉の薛瑩・胡沖の言葉を載せている箇所がある。
また、『三国志』には、魏に朝貢した異民族の記事は存在するものの、蜀や呉に朝貢していたと思われる異民族については、伝が立てられていないという指摘がある。これらは、『三国志』が当時のことを遺漏なく記した史書であるかどうかの疑問を提示するものでもある。当初から魏を正統として編纂したとみる日本の研究者の中には、蜀・呉はあくまでも地方政権としての扱いなので書けなかったとする意見もあるが、編纂意図として魏を正統としていたかは前述のように定かでない。
日本に関する記事としては、「魏志」烏丸鮮卑東夷伝に邪馬台国についての記述がある。日本では、この部分（魏書東夷伝倭人条）を「魏志倭人伝」と通称している。

## 裴松之の注
陳寿は『三国志』を記述するにあたって信憑性の薄い史料を排除したために、『三国志』は非常に簡潔な内容になっていた。そこで、南朝宋の文帝は裴松之に注を作ることを命じ、裴松之は作成した注を、元嘉6年（429年）に上表とともに提出した。注の量はかなり多く、古くは、陳寿の本文に数倍すると見られていた。 しかし、近年の研究で陳寿の本文とほぼ同じ字数であることが判明した。
裴松之の注の特徴は、訓詁の注といわれる言葉の意味や読み、典故などを説明するものは少なく、陳寿の触れなかった異説や詳細な事実関係を収録した点である。陳寿の『三国志』編纂後の出来事も補われている。すでに失われた書物からの引用も多く、貴重な史料である。また、話としては面白いが信憑性に欠ける逸話も数多く収録されており、説話の題材にも取り入れられていった。これらの逸話の多くは敵対する呉の匿名の人物が曹操の悪口を書いたものが多く、曹操が董卓暗殺に失敗して逃げ帰る途中で口封じに世話になった友人を殺す話や、曹操の部下が献帝の皇后を殺す話、漢朝の官吏を騙して皆殺しにする話の元ネタはほとんどが呉の匿名の人物が書いた『曹瞞伝』などの野史であり、その多くが信憑性に乏しい。 このことから裴松之の注の史料価値はかなり低く見られており、後世の学者から「三国志において陳寿が書かず、裴松之の注にのみ残るものは全てカスである。陳寿の本文をよく読まず、裴松之の注釈を鵜呑みにして軽がろしい議論をするのは最も良くないことだ」（元の馬端臨『文献通考』） とか「陳寿は大義に依って異端を削った」（隋の王通『文中子』）と言われている。
裴松之の注釈のうち最も著名なものの一つは、倭人の暦に関するものであり、「魏略曰其俗不知正歳四節但計春耕秋収為年紀（魏略に曰く、その俗は正歳四節を知らず、但だ春耕秋収を計算して、年紀と為す。）」である。訳例は「倭人は暦を知らず、春に耕し、秋に収穫することで、年を計算していた。」である。「倭人は、暦を知らず、春に耕すことで1年、秋に収穫することで1年、あわせて1年と計算していた。」という春秋倍歴説の根拠とされる。

## 後世の評価
『三国志』については、司馬遷の『史記』・班固の『漢書』・范曄の『後漢書』と並び、二十四史の中でも優れた歴史書であるとの評価が高い。元の馬端臨の『文献通考』には、宋の葉適の発言として「三国志の文章は上手いところは史記に迫る出来栄えで、漢書に匹敵するが、文章に飾り気がなさすぎるので最終的には漢書のほうが優れている」という評価があったと伝えている。同時代に、王沈・韋昭らにより、『魏書』・『呉書』などの史書が書かれているが、いずれも散逸して『三国志』のみが残ったという事実が、『三国志』に対する評価を表しているともいえる。また、夏侯湛は『三国志』を見て、自らが執筆中だった『魏書』を破り捨ててしまったという話が残っている。
しかし、後世において王朝の正統論問題や、陳寿の人物に対する批評内容、三国志演義によって定着した人物や事件のイメージとの相違などの要因により、同書は様々な批判に晒されることとなった。特に、私怨によって筆を曲げた疑惑については、早くから指摘されている。陳寿が丁儀・丁廙の子に穀物を求め、断られたため丁儀・丁廙の伝を立てなかった、陳寿の父が諸葛亮に処罰されたため諸葛亮の悪口を書いた、などの逸話が『晋書』に記載されている。
だが、『晋書』の正確性については批判が多く、これらの疑惑に対しては『郡斎読書志』も「未必然也（必ずしも事実とは言い切れない）」と記述するなど、懐疑的な見方も多い。王鳴盛の『十七史商榷』では「丁儀・丁廙の2人はしょせん（曹植に取り入っただけの）巧佞の臣であって、どうして伝を立てることなどできようか」「陳寿は晋に入って『諸葛亮集』を編纂し上表しており、諸葛亮伝に目録と上表文を掲載している。史家の前例にないことであり、諸葛亮を非常に尊敬しているということだ」「諸葛亮は6度も祁山に出征しながら、ついに一勝も収めなかった。慎重を期した軍事であって進取には鈍いことがわかる。（応変の将略に欠けるとした陳寿の評は）事実を述べただけだ」と批判している。
ただし、曲筆の疑惑は現在でも消えたわけではない。例えば、魏の杜畿は非常に高く評価されているが、杜畿の孫の杜預を擁護するために過大な評価をしたとする説がある。
また、陳寿が最終的に仕えた西晋に対しては、特に曲筆が目立つと指摘されている。その中でも最も批判を受けたのは、皇帝曹髦殺害の経緯である。西晋の臣という立場上、その禅譲の正統性に関して重大な瑕疵を与えうるこの件は隠蔽せざるを得ず、劉知幾は「記言の奸賊、載筆の凶人」「豺虎の餌として投げ入れても構わない」と激しく糾弾した。
また、劉知幾は『史通』曲筆篇で「蜀志後主伝に『蜀には史官がいないから災祥も記録されなかった』とあるのに、蜀志には災祥が散見される。史官が設けられなかったのであれば、災祥は何によって記録されたのか。陳寿が蜀の史官の存在を否定したことは私怨によるものである」と批判している。当時、史官は国家に必須のものと考えられていた（『史通』史官建置篇）。劉知幾による陳寿批判の要旨は、蜀には国家に必須のものが欠けていると私怨に基づいて述べた、ということである。
時代が下ると、蜀を正統とする朱子学の影響から、魏を正統とした陳寿への非難も現れた。黄震『黄氏日抄』に至っては「どこの鬼魅だ、コソコソと史筆をもてあそび、賊を帝と呼び、帝を賊と呼んでいるのは」と、陳寿を鬼魅（化け物）と罵倒している。一方で朱彝尊『曝書亭集』のように「当時何人かの史家がいたが、ただ魏があるのを知るのみだった。陳寿のみ魏と蜀・呉を並列し「三国」という名称に正したのは、魏が正統でないことを明らかにしたものだ」との意見もある。
さらに、蜀漢正統論に基づいて再構成された歴史書も続々と執筆された。南宋の蕭常、元の郝経、明の謝陛、清の銭兆鵬の『続後漢書』、清の湯世烈の『季漢書』などはいずれも蜀を本紀として、魏・呉を世家や載記としている。紀伝体以外の書としては、元の趙居信の『蜀漢本末』、清の趙作羹の『季漢紀』などがある。
司馬光の『資治通鑑』は魏の元号を用いているが、正統論自体には極めて慎重であり「漢から魏、魏から晋…（以下北宋まで）の流れで引き継がれているので、これらの元号を採用して諸国の事績を記さざるを得ないだけであって、正閏について意見するつもりはない」（巻六十九黄初二年条）と明言している。
断代史にもかかわらず、袁紹・呂布・劉焉など後漢代に没した人物の伝を立てていることについては、趙翼の『二十二史箚記』において「（袁紹などの）諸軍閥はみな曹操と並立して割拠しており、かつ曹操と深く関わっている。ゆえに魏志に伝を立て、（魏王朝についての）事績の叙述にあたりその建国の起源を明らかにしなければならないのだ。また、劉焉は劉璋の父で、彼が割拠した益州は劉備が拠点とした。劉備の紀伝を作るには、まず劉璋について記述し、劉璋について記述するにはまず劉焉について記述しなければならない」とされ、董卓・荀彧らが『後漢書』と重複して伝を立てられている点については、「董卓らは漢末の臣であり、荀彧は曹操のために計略を立てたが、心はなお漢朝のためにあった。三国志に伝があるからといって、後漢書の立伝を省くことはできないのだ」としている。
ただし『後漢書』は、陳寿の死後100年以上経って編纂されたものであるから、陳寿にはその記載に関して何の責任もない。また、清の杭世駿の『諸史然疑』は、「魏志列伝の巻頭が董卓であるのは、（漢魏革命の原因である天下大乱の）元凶を明らかにしているのであり、漢書列伝の巻頭が項羽であるのと同じである」としている。一方で『四庫全書総目提要』は、魏の初代皇帝曹丕の父である曹操から記述を始めていることについて「史記の周・秦本紀の誤りを踏襲したもの」で、「『魏志前史』ともいえない（中途半端な）体裁となっている」と批判している。

## 年表
後漢末（黄巾の乱以降）に遡って記述する。
| 王朝 | 年号 | 出来事 |
| ---- | ---- | --- |
| 後漢 | 184  | 太平道を率いる張角が挙兵し、黄巾の乱が起こる。                                                                                 |
| 後漢 | 189  | 霊帝崩御。董卓、弘農王を廃して献帝を擁立。                                                                                     |
| 後漢 | 190  | 董卓、長安に遷都。 |
| 後漢 | 192  | 呂布、董卓を暗殺。 |
| 後漢 | 193  | 曹操、徐州に陶謙を攻め、領民を虐殺。 郭汜の妻の嫉妬が原因で、李傕と郭汜が仲間割れ。                                            |
| 後漢 | 194  | 劉備、徐州を領有。 |
| 後漢 | 195  | 劉備、甘夫人を妾とする。 |
| 後漢 | 196  | 曹操、許に献帝を擁立。劉備、糜夫人を迎える。                                                                                   |
| 後漢 | 197  | 曹操、張繡を降伏させるが、鄒氏に溺れて大敗。                                                                                   |
| 後漢 | 198  | 呂布、劉備を破って徐州を領有。曹操、呂布を討伐。                                                                               |
| 後漢 | 199  | 袁紹、公孫瓚を滅ぼして華北を支配。劉備、徐州で自立。                                                                           |
| 後漢 | 200  | 曹操、劉備を破る。関羽、二夫人を守って曹操に降伏。 関羽、白馬の戦いで顔良を斬る。鄭玄死去。 曹操、官渡の戦いで袁紹を破る。     |
| 後漢 | 201  | 劉備、劉表の客将となる。 |
| 後漢 | 202  | 袁紹死去。袁紹の妻の劉氏、嫉妬で妾を皆殺し。 曹操、袁譚・袁尚を破る。曹丕、甄氏を略奪。                                        |
| 後漢 | 207  | 劉備、三顧の礼で諸葛亮を迎える。 甘夫人、阿斗（劉禅）を生む。 曹操、華北を統一。                                               |
| 後漢 | 208  | 劉表死去。劉琮、曹操に降伏。 長坂坡の戦いで、趙雲が阿斗を守る。 赤壁の戦い。諸葛亮の説得で孫権・劉備は同盟を結び、曹操を破る。 |
| 後漢 | 209  | 劉備、孫権の妹と結婚。 |
| 後漢 | 210  | 周瑜死去。曹操、銅雀台を建設。                                                                                                 |
| 後漢 | 211  | 劉備入蜀。 |
| 後漢 | 214  | 諸葛亮、張飛・趙雲を率いて入蜀。劉備、益州を領有。                                                                             |
| 後漢 | 216  | 曹操、魏王となる。 |
| 後漢 | 219  | 劉備、曹操を漢中に破って漢中王となる。関羽敗死。                                                                               |
| 後漢 | 220  | 曹操薨去。夫人に「分花売履」の遺言を残す。                                                                                     |
| 三国 | 220  | 曹丕（文帝）、献帝から禅譲を受けて魏を建国。 曹皇后、兄を罵って後漢の奪に抵抗。                                                |
| 三国 | 221  | 劉備（昭烈帝）、蜀漢（季漢）を建国。                                                                                           |
| 三国 | 222  | 劉備、夷陵の戦いで大敗。 |
| 三国 | 223  | 劉備崩御。諸葛亮に劉禅を託す。                                                                                                 |
| 三国 | 225  | 諸葛亮、南征を行って反乱を平定。                                                                                               |
| 三国 | 227  | 諸葛亮、出師表を奉り、北伐に出陣。孟達、蜀漢に内応。                                                                           |
| 三国 | 228  | 馬謖、街亭の戦いで張郃に敗れる。陸遜、曹休を破る。                                                                             |
| 三国 | 229  | 孫権（大帝）、呉を建国。諸葛亮、武都・陰平を破る。                                                                             |
| 三国 | 234  | 諸葛亮、五丈原で陣没。献帝（山陽公）崩御。                                                                                     |
| 三国 | 239  | 卑弥呼、魏に使者を派遣して親魏倭王の称号を得る。                                                                               |
| 三国 | 249  | 司馬懿、正始政変（高平陵の変）で曹爽を打倒し、権力を確立。                                                                     |
| 三国 | 263  | 司馬昭、蜀漢を滅ぼす。諸葛瞻、奮戦して国に殉ずる。                                                                             |
| 西晋 | 265  | 司馬炎（武帝）、魏を滅ぼして西晋を建国。                                                                                       |
| 西晋 | 280  | 司馬炎、呉を滅ぼして中国を統一。                                                                                               |

## 内容

### 魏志（魏書）
| 巻数 | 題名                   | 収録人物 |
| ---- | ---------------------- | --- |
| 巻1  | 武帝紀                 | 曹操 |
| 巻2  | 文帝紀                 | 曹丕 |
| 巻3  | 明帝紀                 | 曹叡 |
| 巻4  | 三少帝紀               | 曹芳・曹髦・曹奐 |
| 巻5  | 后妃伝                 | 武宣卞皇后・文昭甄皇后・文徳郭皇后・明悼毛皇后・明元郭皇后 |
| 巻6  | 董二袁劉伝             | 董卓（李傕・郭汜）・袁紹（袁譚・袁尚）・袁術・劉表 |
| 巻7  | 呂布臧洪伝             | 呂布（張邈・陳登）・臧洪（陳容） |
| 巻8  | 二公孫陶四張伝         | 公孫瓚・陶謙・張楊・公孫度（公孫康・公孫恭・公孫淵）・張燕・張繡・張魯 |
| 巻9  | 諸夏侯曹伝             | 夏侯惇（韓浩・史渙）・夏侯淵・曹仁（曹純）・曹洪・曹休（曹肇）・曹真（曹爽・曹羲・曹訓・何晏・鄧颺・丁謐・畢軌・李勝・桓範）・夏侯尚（夏侯玄）                               |
| 巻10 | 荀彧荀攸賈詡伝         | 荀彧（荀惲・荀甝・荀霬）・荀攸・賈詡 |
| 巻11 | 袁張涼国田王邴管伝     | 袁渙・張範（張承）・涼茂・国淵・田疇・王修・邴原・管寧（王烈・張臶・胡昭）                                                                                                   |
| 巻12 | 崔毛徐何邢司馬伝       | 崔琰・毛玠・徐奕・何夔・邢顒・鮑勛・司馬芝（司馬岐） |
| 巻13 | 鍾繇華歆王朗伝         | 鍾繇（鍾毓）・華歆・王朗（王粛・孫叔然） |
| 巻14 | 程郭董劉蔣劉伝         | 程昱（程暁）・郭嘉・董昭・劉曄・蔣済・劉放（孫資） |
| 巻15 | 劉司馬梁張温賈伝       | 劉馥・司馬朗・梁習・張既・温恢・賈逵 |
| 巻16 | 任蘇杜鄭倉伝           | 任峻・蘇則・杜畿（杜恕）・鄭渾・倉慈 |
| 巻17 | 張楽于張徐伝           | 張遼・楽進・于禁・張郃・徐晃（朱霊） |
| 巻18 | 二李臧文呂許典二龐閻伝 | 李典・李通・臧覇（孫観）・文聘・呂虔・許褚・典韋・龐悳・ 龐淯（龐娥）・閻温（張恭・張就）                                                                                    |
| 巻19 | 任城陳蕭王伝           | 曹彰・曹植・曹熊 |
| 巻20 | 武文世王公伝           | 曹昂・曹鑠・曹沖・曹拠・曹宇・曹林・曹袞・曹玹・曹峻・曹矩・曹幹・曹上・曹彪・曹勤・曹乗・曹整・曹京・曹均・曹棘・曹徽・曹茂・曹協・曹蕤・曹鑑・曹霖・曹礼・曹邕・曹貢・曹儼 |
| 巻21 | 王衛二劉傅伝           | 王粲（徐幹・陳琳・阮瑀・応瑒・劉楨・応璩・応貞・阮籍・嵆康・桓威・呉質）・衛覬（潘勗・王象）・劉廙・劉劭（繆襲・仲長統・蘇林・韋誕・夏侯恵・孫該・杜摯）・傅嘏               |
| 巻22 | 桓二陳徐衛盧伝         | 桓階・陳羣（陳泰）・陳矯・徐宣・衛臻・盧毓 |
| 巻23 | 和常楊杜趙裴伝         | 和洽・常林・楊俊・杜襲・趙儼・裴潜 |
| 巻24 | 韓崔高孫王伝           | 韓曁・崔林・高柔・孫礼・王観 |
| 巻25 | 辛毗楊阜高堂隆伝       | 辛毗・楊阜・高堂隆（桟潜） |
| 巻26 | 満田牽郭伝             | 満寵・田豫・牽招・郭淮 |
| 巻27 | 徐胡二王伝             | 徐邈・胡質（胡威）・王昶・王基 |
| 巻28 | 王毌丘諸葛鄧鍾伝       | 王淩（令狐愚）・毌丘倹・諸葛誕（唐咨）・鄧艾（州泰）・鍾会（王弼） |
| 巻29 | 方技伝                 | 華佗（呉普・樊阿）・杜夔・朱建平・周宣・管輅 |
| 巻30 | 烏丸鮮卑東夷伝         | 烏丸・鮮卑・東夷（夫餘・高句麗・東沃沮・挹婁・濊・韓・倭） |

### 蜀志（蜀書）
| 巻数 | 題名                   | 収録人物                                                           |
| ---- | ---------------------- | ------------------------------------------------------------------ |
| 巻31 | 劉二牧伝               | 劉焉・劉璋                                                         |
| 巻32 | 先主伝                 | 劉備                                                               |
| 巻33 | 後主伝                 | 劉禅                                                               |
| 巻34 | 二主妃子伝             | 甘皇后・穆皇后・敬哀皇后・張皇后・劉永・劉理・劉璿                 |
| 巻35 | 諸葛亮伝               | 諸葛亮（諸葛喬・諸葛瞻・董厥・樊建）                               |
| 巻36 | 関張馬黄趙伝           | 関羽・張飛・馬超・黄忠・趙雲                                       |
| 巻37 | 龐統法正伝             | 龐統・法正                                                         |
| 巻38 | 許糜孫簡伊秦伝         | 許靖・糜竺・孫乾・簡雍・伊籍・秦宓                                 |
| 巻39 | 董劉馬陳董呂伝         | 董和・劉巴・馬良（馬謖）・陳震・董允（黄皓・陳祗）・呂乂           |
| 巻40 | 劉彭廖李劉魏楊伝       | 劉封・彭羕・廖立・李厳・劉琰・魏延・楊儀                           |
| 巻41 | 霍王向張楊費伝         | 霍峻（霍弋）・王連・向朗（向寵）・張裔・楊洪・費詩                 |
| 巻42 | 杜周杜許孟来尹李譙郤伝 | 杜微・周羣（張裕）・杜瓊・許慈・孟光・来敏・尹黙・李譔・譙周・郤正 |
| 巻43 | 黄李呂馬王張伝         | 黄権（黄崇）・李恢・呂凱・馬忠・王平（句扶）・張嶷                 |
| 巻44 | 蔣琬費禕姜維伝         | 蔣琬（蔣斌・蔣顕・劉敏）・費禕・姜維                               |
| 巻45 | 鄧張宗楊伝             | 鄧芝・張翼・宗預（廖化）・楊戯（季漢輔臣賛）                       |

### 呉志（呉書）
| 巻数 | 題名                       | 収録人物 |
| ---- | -------------------------- | --- |
| 巻46 | 孫破虜討逆伝               | 孫堅・孫策 |
| 巻47 | 呉主伝                     | 孫権 |
| 巻48 | 三嗣主伝                   | 孫亮・孫休・孫晧 |
| 巻49 | 劉繇太史慈士燮伝           | 劉繇（劉基）・太史慈・士燮（士徽・士壱・士䵋・士匡） |
| 巻50 | 妃嬪伝                     | 呉夫人（呉景）・謝夫人・徐夫人（徐琨）・歩夫人（歩皇后）・王夫人（大懿王皇后）・王夫人（敬懐王皇后）・潘夫人（潘皇后）・全夫人（全皇后）・朱夫人（朱皇后）・何姫（昭献何皇后）・滕夫人（滕皇后） |
| 巻51 | 宗室伝                     | 孫静（孫瑜・孫皎・孫奐）・孫賁（孫鄰）・孫輔・孫翊（孫松）・孫匡・孫韶・孫桓 |
| 巻52 | 張顧諸葛歩伝               | 張昭（張奮・張承・張休）・顧雍（顧邵・顧譚・顧承）・諸葛瑾（諸葛融）・歩騭（歩闡） |
| 巻53 | 張厳程闞薛伝               | 張紘（張玄・張尚）・厳畯（裴玄）・程秉・闞沢（唐固）・薛綜（薛珝・薛瑩） |
| 巻54 | 周瑜魯粛呂蒙伝             | 周瑜・魯粛・呂蒙 |
| 巻55 | 程黄韓蔣周陳董甘淩徐潘丁伝 | 程普・黄蓋・韓当・蔣欽・周泰・陳武（陳脩・陳表）・董襲・甘寧・凌統・徐盛・潘璋・丁奉 |
| 巻56 | 朱治朱然呂範朱桓伝         | 朱治・朱然（朱績）・呂範（呂拠）・朱桓（朱異） |
| 巻57 | 虞陸張駱陸吾朱伝           | 虞翻（虞汜・虞忠・虞聳・虞昺）・陸績・張温・駱統・陸瑁・吾粲・朱拠 |
| 巻58 | 陸遜伝                     | 陸遜（陸抗） |
| 巻59 | 呉主五子伝                 | 孫登・孫慮・孫和・孫覇・孫奮 |
| 巻60 | 賀全呂周鍾離伝             | 賀斉・全琮・呂岱・周魴・鍾離牧 |
| 巻61 | 潘濬陸凱伝                 | 潘濬・陸凱（陸胤） |
| 巻62 | 是儀胡綜伝                 | 是儀・胡綜（徐詳） |
| 巻63 | 呉範劉惇趙達伝             | 呉範・劉惇・趙達 |
| 巻64 | 諸葛滕二孫濮陽伝           | 諸葛恪（聶友）・滕胤・孫峻・孫綝・濮陽興 |
| 巻65 | 王楼賀韋華伝               | 王蕃・楼玄・賀邵・韋昭・華覈 |

## 裴松之の注に引用された主要文献
以下は、裴松之が注釈で引用している文献である。引用文献の数については、趙翼は「およそ50余種」、銭大昕は「およそ140余種」、趙紹祖は「およそ180余種」、沈家本は「およそ210種」で、張子侠は227種とする。
- 『異同雑語』 - 孫盛著。異説集らしい。裴松之は「孫盛や習鑿歯は異同を捜し求めて漏洩なし」と評している。孫盛は人物評でもたびたび引用されている。話を盛り上げるために勝手に台詞を創作したと言われている。たとえば、曹操が呂伯奢（中国語版）の子供たちを誤って殺したあと、「寧ろ我れ人に負くも、人をして我れに負くこと毋からしめん（たとえ自分が他人を裏切ろうとも、他人が自分を裏切ることは許さない）」と言ったとあるが、この台詞は同じ事件を記録した先行文献（王沈らの『魏書』、郭頒の『世語』）にはなく、本書で初めて現れている。高島俊男によると、台詞の創作や他の文献からの転用は、陳寿も含め多かれ少なかれ行っているという[18] が、孫盛は他の史家と比べても露骨であり、陳泰の発言について裴松之に指摘されている。
- 『英雄記』 - 王粲他編『漢末英雄記』のことらしい。後漢末の群雄について書かれている。
- 『袁子』 - 袁準著。
- 『益部耆旧伝』 - 陳寿著。益州の人物伝。陳寿によれば、陳術という人物も同名の著書を残しているが、陳術の書が使われているかは不明。『華陽国志』によれば陳寿の書自体が陳術の書に加筆したもの。
- 『益部耆旧雑記』 - 陳寿著。益州の人物伝。『益部耆旧伝』 の付録らしい。
- 『華陽国志』 - 常璩著。漢代から晋代までの巴・蜀の歴史書。現存している。
- 『漢紀』 - 『後漢紀』とも。張璠（中国語版）著。張璠は東晋の人。
- 『漢書』 - 華嶠（中国語版）著。華嶠は華歆の孫。後漢の歴史。皇后を本紀として扱ったのが特徴。
- 『漢晋春秋』 - 習鑿歯著。蜀漢正統論を説き、蜀漢から晋へ正統を続けている。後世に大きな影響を与えたが、手放しで蜀漢を絶賛しているわけではない。これは、統一政権を正統の第一条件としたためで、習鑿歯は孝武帝への上表で「蜀は正統だが弱かった」と評している。裴松之は「董允伝」の注で、後述の『襄陽記』と同じ記事でもニ書の内容に違いが有ったり、高官にあった人物をわざと官位を低く書いたりする内容があり、習鑿歯の記事にはいいかげんな部分があると評している。一方、劉知幾は『史通』において「近古の遺直」と高く評価している。
- 『魏氏春秋』 - 孫盛著。編年体の魏の歴史書。
- 『魏書』 - 王沈・荀顗・阮籍編。魏の末期に成立したが、司馬氏におもねっているため陳寿に劣ると言われている[19]。甄皇后の項目では、甄皇后は自殺を命じられたのではなく、曹丕は甄皇后を皇后にしようとしたが、病気を理由に辞退するうちに病死したので皇后を追贈したと、明らかに事実と異なった記述をしており、裴松之から批判されている。
- 『記諸葛五事』 - 郭沖著。司馬駿の配下たちが諸葛亮について討論した際、郭沖は五つの逸話を紹介して諸葛亮の美点を評価した。しかし、裴松之は郭沖の挙げた逸話について、全て作り話としている。
- 『魏都賦』 - 左思著。『三都賦』の一部。
- 『魏武故事』 - 作者不明。曹操時代の政府の慣例・布告などを集めたものといわれている[19]。
- 『魏末伝』 - 作者不明。魏末期の事件を記している。曹氏に同情的。裴松之は「諸葛誕伝」の注で、同書の記述は「鄙陋（下品）」であり、歪曲があると批判している。
- 『魏略』 - 魚豢著。『典略』の一部で、『魏略』は魏と周囲の異民族を書き、『典略』は通史となっていて、魏以外の中国の出来事も扱っているらしい。中国の文献のうち大秦国（ローマ帝国）に言及した現存最古のものでもある。劉知幾は『史通』で信憑性をあまり考慮せず何もかも記載しようとしていると批判しているが、高似孫は筆力があると評価している。
- 『虞翻別伝』 - 作者不明。虞翻の伝記。引用の文に孫策・孫権と実名で記されているため、呉で著されたものではないとされるが[注 12]、三国時代に作られたものらしい。
- 『献帝紀』 - 『隋書』に劉芳著とあるが、おそらく劉艾著。劉艾は後漢の人。ただし、献帝については途中までしか書かれていないらしい[19]。
- 『献帝伝』 - 作者不明。『献帝紀』を増補したものらしい。曹丕が献帝から禅譲された際の家臣の上奏文と曹丕の返答が収録されている。禅譲の受諾を勧める上奏を何度も固辞し、謙譲の徳を強調した上で初めて禅譲を受けた様子がわかる。
- 『献帝春秋』 - 袁暐著。袁暐は張紘とともに呉に逃れた袁迪の孫。裴松之は厳しく批判している。
- 『高貴郷公集』 - 曹髦著。詔勅・詩賦・自伝などの著作・発給文書集。
- 『江表伝』 - 虞溥著。江南の士人の伝記集。裴松之は「粗いが筋道は通っている」と評する。孫盛は赤壁の戦いでの劉備軍が（孫権軍を賛美するために）過小評価されていると批判している。
- 『呉書』 - 韋昭著。呉の国史。完成しなかったようで、本書に依拠して書かれた陳寿の「呉書」にまでその影響が及んでいる。
- 『呉歴』 - 胡沖著。呉の歴史書であり、全6巻で構成。裴松之は劉備が曹操から離れる際に種菜を植えて遁走したという記述は、事実とかけ離れていると強く批判している。
- 『呉録』 - 張勃（中国語版）著。張勃は呉の張儼の子で晋の人。紀伝体で書かれた呉の歴史書であり、全30巻で構成。
- 『後漢紀』 - 『漢紀』とも。袁宏著。後漢から魏への禅譲を批判し、間接的に蜀漢正統論を採る。現存している。
- 『後漢書』 - 謝承著。後漢を扱った紀伝体の歴史書では、最も早く作られたという[19]。
- 『山陽公載記』 - 楽資著。楽資は西晋の著作郎。裴松之は厳しく批判する一方で、蜀書と魏書の正誤を判断するのに用いている。
- 『荀氏家伝』 - 荀伯子著。潁川荀氏の家伝。
- 『襄陽記』 - 習鑿歯著。襄陽郡の人物伝。
- 『諸葛亮集』 - 陳寿編。『諸葛氏集』とも。諸葛亮の書簡・発給文書集。
- 『蜀記』 - 王隠著。蜀漢の歴史書。裴松之は『蜀記』の引く話は作り話が多いと厳しく非難している。
- 『続漢書』 - 司馬彪著。後漢の歴史書。志のみ、正史『後漢書』に付されて現存。
- 『志林』 - 虞喜著。虞喜は東晋の人。呉の歴史や民話が記されている。
- 『晋紀』 - 『晋記』とも。干宝著。紀伝体で書かれた西晋の歴史書。
- 『晋書』 - 王隠著。父の王銓から親子2代にわたる著作。王隠は東晋の著作郎。西晋の歴史書。正史『晋書』とは別。同じく西晋の歴史を書こうとした虞預（中国語版）は、王隠の原稿を借り受け、勝手に写し取った上、王隠を陥れ免職にさせた。王隠は庾亮から紙筆の提供を受け、やっと完成させたという。正史『晋書』では「見るべき内容は全て父の編纂したところで、文体が乱雑で意味不明なところは隠の作である」と評されている。
- 『晋書』 - 虞預著。虞預は東晋の人。前出の通り、王隠の著書の盗作疑惑がある[19]。
- 『捜神記』 - 干宝著。志怪小説集。現在の小説とは違い、本当にあった話という姿勢で書かれている。現存のものは後世の話が混じっている。
- 『世語』 - 郭頒撰の『魏晋世語』のこと。裴松之によれば、内容に多少問題はあるが、たまに変わった記事があるので、よく世間で読まれており、孫盛・干宝らもこの書から多く採録している。
- 『曹瞞伝』 - 作者は不明だが、呉の人という。曹操の悪行集といえる内容だが、後世の人にはむしろ痛快といえる逸話もある。信憑性はともかく、『三国志演義』にも大いに取り入れられている。
- 『趙雲別伝』 - 作者不明。趙雲の伝記。陳寿の本文と区別するため「別」伝と表記している。『三国志演義』で描かれる趙雲の活躍は、多くを本書に拠っている。
- 『典論』 - 曹丕著。文学論・自伝・人物評など。中国における文芸評論のさきがけで、文学の地位を高めた「文章は経国の大業にして、不朽の盛事なり」の一文で知られる。
- 『傅子』 - 傅玄著。思想・歴史評論。魏の記事が多く、親司馬氏の立場から、司馬氏と対立した人士を批判している。
- 『弁亡論』 - 陸機著。父祖と故国である呉の功績を顕彰しつつ、呉が滅んだ理由を論じている。
- 『黙記』 - 張儼著。諸葛亮を高く評価した評論など。諸葛亮が2度目に上表した「後出師表」（後人の偽作説が有力）の出典とされる[要出典]。
- 『零陵先賢伝』 - 作者不明。零陵郡の人物伝。漢室復興の立場から、劉備の皇帝即位を批判している。

## 日本語訳
完訳書
- 『正史 三国志』 陳寿、裴松之注、今鷹真・井波律子・小南一郎訳注
  - 筑摩書房〈ちくま学芸文庫〉全8巻、1992年 - 1993年
　元版『世界古典文学全集 24 三国志』筑摩書房
　（3分冊、A1977年、B1982年、C1989年）、復刊2005年

1. 魏書I　ISBN 4-480-08041-4
2. 魏書II　ISBN 4-480-08042-2
3. 魏書III　ISBN 4-480-08043-0
4. 魏書IV　ISBN 4-480-08044-9
5. 蜀書　ISBN 4-480-08045-7
6. 呉書I　ISBN 4-480-08046-5
7. 呉書II　ISBN 4-480-08088-0
8. 呉書III・年表・人名索引　ISBN 4-480-08089-9

- 『全譯三國志』 汲古書院（全8冊・別巻）、渡邉義浩主編[20]、2019年11月-

1. 魏書（一） ISBN 978-4762966415
2. 魏書（二） ISBN 978-4762966422
3. 魏書（三） 未刊
4. 魏書（四） 未刊
5. 魏書（五） 未刊
6. 蜀書　ISBN 978-4762966460
7. 呉書（一） ISBN 978-4762966477
8. 呉書（二） ISBN 978-4762966484

別巻 三国志研究備要　未刊
下記は抜粋・編訳版
- 『漢書・後漢書・三国志列伝選』本田済編訳、平凡社〈中国古典文学大系〉1968、復刊1994 / 普及版・中国の古典シリーズ、1973
- 『三国志』全5巻別巻1、徳間書店、1979-80

三国志だけではなく、後漢書や晋書も含めた編訳。松枝茂夫・立間祥介監修
- 『正史 三国志英傑伝』全4巻・別巻1、『中国の思想』刊行委員会編訳、徳間書店 1994

魏書・呉書・蜀書の主要な部分の原文・書き下し・日本語訳が収められている。別巻は全人名事典

## 『三国志』と『三国志演義』
後に講談などから発展して成立した通俗小説が『三国志演義』である。この『三国志演義』が日本では「三国志」という名称で流布し、また吉川英治が演義を元に著した小説『三国志』があまりにも有名になったため、日本の三国志愛好家の間では、
- 歴史書の方を『正史』
- 『三国志演義』およびそれに基づいた文学作品を『演義』

と呼び分けることが通例である。
中国においては、
- 歴史書の方を『三国志』
- 『三国志演義』およびそれに基づいた文学作品を『三国演義』

と、中華人民共和国成立後に統一されており、日本のような呼称の混乱はほぼない。